# Ghetto de Klimavitchy
| \| Klimavitchy \| Localisation de Klimavitchy sur la carte de la Biélorussie. |
| Klimavitchy                                                                   |

Le Ghetto de Klimavitchy (10 août 1941-novembre 1941) est un ghetto juif, lieu de déplacement des juifs de la ville de Klimavitchy, située dans le raïon de Klimavitchy, dans l'oblast de Moguilev, selon un processus de poursuite et d'extermination des juifs, à l'époque de l'occupation du territoire du Belarus par la Wehrmacht, durant la Seconde Guerre mondiale.

## Occupation de Klimavitchy et création du ghetto
L'opération Barbarossa, débutée fin juin 1941, mène l'armée allemande jusqu'aux villes de Smolensk et de Moguilev, situées, respectivement à 150 et 111 km de Klimavitchy. En juillet 1941, elles sont occupées. Les forces allemandes ne sont plus qu'à environ 400 km de Moscou.
Klimavitchy est occupée du 10 août 1941 au 28 septembre 1943, soit un peu plus de deux ans,,.
D'après le recensement de 1939 la population de la ville s'élevait à 9 551 habitants, dont 1 693 Juifs,.
Au début du mois d'août 1941, il ne restait pratiquement plus de Juifs dans la ville, mais des centaines de familles juives originaires de différentes régions de Biélorussie, qui fuyaient le front qui se rapprochait, se rassemblèrent à Hatimsk, à 50 km de Klimavitchy, ne pouvant fuir plus loin vers l'est. Rattrapées par l'armée allemande, elles durent revenir à Klimavitchy. Les nazis commencent par organiser la police avec des collaborateurs locaux. Ils enregistrèrent en premier lieu, sur la liste des policiers, les frères Osmolovski. Tcherbakov, un ancien charpentier, fut inscrit comme staroste.
Immédiatement après la prise de la ville, fut diffusé partout l'ordre du commandant : « Quiconque sortira des limites de la ville sera fusillé avec sa famille » et « Il est interdit aux membres de nationalité juive de sortir de leurs maisons, il leur est interdit d'aller à... [suit une liste de lieux] ». Ils ne pouvaient aller nulle part sans risquer d'être fusillés. Les adultes et les enfants devaient porter, au bras, un bandeau jaune, l'étoile de David à six branches.
Dans « l'Acte de la commission de la région de Klimovitchy pour l'aide au travail » du 7 décembre 1944, il est établi que, sous peine de mort, les Juifs doivent signaler leur maison par un grand panneau avec l'étoile de David. Avant l’organisation du ghetto, les occupants exécutèrent dix notables juifs respectés. Par ce moyen, les nazis voulaient priver la communauté juive de chef et supprimer par avance ceux qui auraient pu organiser et diriger la résistance.
Tous les Juifs furent immédiatement soumis au travail forcé, à l'exception des plus vieux et des enfants. Lorsqu'il n’y avait rien à faire, ils étaient obligés de balayer les rues.
Pour contrôler l’accomplissement de ces ordres par la communauté juive, un Judenrat fut établi par les autorités d'occupation ; son président était l’ancien chef du service des pompiers de Klimavitchy : Rodine,. En vue de réaliser le programme nazi d’extermination des Juifs, un ghetto fut mis en place dans la ville.

## Conditions de vie dans le ghetto
Les policiers allaient d'une maison juive à l'autre en exigeant de l'or, croyant à l'opinion répandue sur la richesse cachée des Juifs. Près de Klimavitchy, dans le petit bourg juif de Karpatchi, les policiers harcèlent sans fin une petite fille de 14 ans, Rita Gaft, en criant : « montre-nous où ton père a caché son or ». Le pillage se poursuivit lentement, et les nazis forcèrent 12 notables juifs à marcher de maison en maison avec Tcherbakov et à forcer les Juifs à donner de l'or et des objets précieux. Parmi ces Juifs, contraints sous peine de mort de s'occuper de persuader les gens, il y avait le forgeron Mordkh Tchernilovskiy, le marchand de poêle Khazanov, le pharmacien Danovitch, les frères David et Aysik Sloutskery, Yankiv Krengaus, Vélia Kopilov, Isaak Zak et Karasik. Comme ils ne rapportèrent que des objets de peu de valeurs, les douze hommes furent fusillés à la fin du mois d'août 1941, dans le cimetière juif, y compris Rodine,.
S'enfuir de Klimavitchy était techniquement possible, mais prendre cette décision était très difficile. D'abord, parce que lorsqu'un Juif s'enfuyait, tous les autres membres de sa famille était tués. Ensuite les Juifs n'avaient aucun endroit où aller. Se cacher dans les villages était impossible à cause de la police, et vivre caché dans les forêts entraînait la mort par la faim, le froid ou des groupes de bandits. Enfin rejoindre les partisans soviétiques était très difficile : il fallait les trouver puis se faire accepter dans leurs rangs, ce qui n'allait pas de soi, surtout pour les Juifs. Si bien qu'une survie, dans le ghetto, malgré la famine, semblait préférable. Comme de nombreux survivants l'ont par la suite rapporté, au début de l'occupation peu croyaient aux bruits qui couraient sur les massacres de Juifs, parce que cela semblait tout simplement inimaginable,.

## Destruction du ghetto
Le 6 novembre 1941, de jeunes juifs furent désignés pour les travailler à la fabrique de vodka. Les policiers, sous le commandement des autorités allemandes, chassèrent les autres (les vieux et les enfants) de leurs maisons, et les emmenèrent vers un garage situé à côté de l’hôpital. Dans la ville, selon des témoins oculaires, commencent les pleurs et les luttes. À la limite de la ville, au-delà de la rivière Kalinitsa, dans un ancien aérodrome en face du village de Dolga Doubrav, il y avait un énorme fossé. Les juifs condamnés formèrent une longue colonne, depuis le garage, en passant par le pont et au-dessus de la route, jusqu’au fossé lui-même, devenu fosse commune. Autour, c’était la rase campagne et il était impossible de s’enfuir. Ils furent obligés de se déshabiller complètement puis durent descendre un par un dans la fosse où ils étaient fusillés.
La tuerie se prolongea toute la journée. Finalement, ceux qui avaient été obligés de travailler le matin furent amenés. Selon des témoins oculaires, les enfants furent tués à coups de pelles. Aussitôt après, les membres de la police juive furent fusillés et les SS prirent le commandement. Au total, les 6 et 7 novembre 1941, plus de 800 Juifs furent tués,,,.
À l'exception de quelques tailleurs et cordonniers, que les occupants gardèrent à leur service, il ne restait plus que 80 personnes, environ parmi la communauté juive de Klimovitchy, après cette « Aktion », comme étaient désignés ces massacres de masse.
Après la fusillade, les autorités allemandes ordonnèrent à la police d’apporter les vêtements et tous les biens des Juifs, qui furent alors distribués à la population locale. D'après les souvenirs de témoins oculaires, dans ces « magasins » les gens « se pressaient en quatre rangées, pour entrer ».
Le 20 novembre, les rescapés juifs de la tuerie du 6 novembre furent conduits à Melovaïa Gora, dans les environs de Klimovitchi, à la rivière Labjank, où ils furent fusillés.
Après ce massacre, il ne restait plus que quelques Juifs à Klimavitchy: à la prison, dans une baraque. Leur sort ultérieur n'a pu être établi de façon certaine. Il y avait parmi eux le cordonnier Indine, qui était invalide, et toute sa famille.
Il arrive que, quand viennent des Juifs qui font partie de l’Armée rouge, ils soient capturés dans les environs. Un grand nombre d’entre eux est repéré. Ainsi sont capturés et fusillés : Gregori Feldman, Gregori Katz, l’instituteur Petchine et Abraham Souranovitch.
Le 12 avril 1943, bien qu’il n’y ait plus de Juifs à Klimavitchy, les SS trouvent et rassemblent, en prison, des veuves de juifs mais qui ne sont pas juives, des enfants de mariages mixtes et quelques familles tziganes. Les enfants ne seront sauvés que s'il est démontré que le père n’était pas juif. Pour apporter cette démonstration, les nazis exigent la signature de 20 témoins. Une veuve, originaire de Berlin, a deux enfants : une petite fille de 7 ans, qui ressemble à sa mère, et un garçon de 6 ans qui ressemble à son père. Elle peut rassembler la quantité de signatures exigée, prouvant que ses enfants ne sont pas de son mari, mais les Allemands tuent le garçon, malgré ces preuves et laissent la petite fille en vie.
Des parents biélorusses persuadent un policier, du nom de Aguéïev, de reconnaître comme son enfant une de leurs deux sœurs (la fille du juif Boris Tchémodan), Galina qui ressemble à sa mère ; la seconde fille, ayant les cheveux châtain, est perdue d’avance. Les Allemands les tuent toutes deux, dans le hameau de Vydrink,.

## Héroïsme et résistance
Près d’un bâtiment de la banque de l’État, à Klimavitchy, dans la prison, on enferme les juifs dont les Allemands ont besoin, du fait de leur métier. Ces juifs aident secrètement les partisans. Mais, un jour, le policier Mechkovski remarque, chez eux, un envoyé des partisans de la brigade « Pour la Patrie » et les donne aux Allemands, si bien que 12 artisans juifs sont fusillés, à Vydrink.
En 1942, la veuve du forgeron Haima, qui a été tué par les Allemands en même temps que sa fille aînée, vit seule avec son petit garçon. Les voisins biélorusses lui proposent de l’aider à s’enfuir du ghetto de Klimavitchy. Mais elle répond seulement ceci : « Je ne peux pas ! Ils sont morts ici et je mourrai ici ». Et les nazis, quand ils la trouvent, la tuent aussi.
Anna Baranova a deux enfants : un né d’un père russe, l’autre d’un père juif. Quand on la convoque, elle répond : « Non ! Qui les a mis au monde ? C’est moi ! Ils mourront, et je mourrai avec eux ! » Ils sont tués, tous les trois.

## Cas d'évasion
Fania Malevitch, le 6 novembre 1941, réussit à s’échapper du garage où étaient détenus les juifs, pendant qu’ils préparaient la fosse pour les fusillades, réussissant, à force de prières, à convaincre un vieil Allemand de la laisser passer hors de l’enclos (c’est un des seuls cas d’aide d’un Juif par un Allemand).
Nina Vinokouroba, se faisant passer pour une Russe, fut envoyée en Allemagne, au travail obligatoire et survécut.
Haymore Hazanob et la famille Gourevitch réussissent à s’enfuir et luttèrent ensuite dans les rangs des partisans.
Le policier Efimov sauva Raya Chkolnikova, en la faisant passer pour sa fille.
La famille de Pavel Aksenovitch Pozdniakov sauva des enfants juifs, Lena et Nina Kozlovyk, en les prenant chez elle.
Pendant quelques semaines, au risque de sa vie, Vasily Petrovitch Yazymenko cache la famille Gourevitch et Girch Sinitskovo.
De tous les Juifs de Klimavitchy qui n'avaient pas été évacués, ne furent sauvées, à l’époque de la Shoah, que 15 personnes : Bela Stoukalo, Fania Malevitch, Leybe et Grounia Gourevitch avec leur fille Raya, Hana Koslova avec ses enfants Nina et Lena, Etta Nantapova et son père Moïse-Gdales, Raya Chkolnikova et deux de ses cousines, Nina Vinokouroba, Haymore Hazanob.

## Mémoire
À la fin des années 1950, dans la fosse commune des 900 juifs de la région de Klimavitchy, derrière l’hôpital (actuelle rue Berezova), des parents des disparus organisent une cérémonie de souvenir, avec une étoile à six branches accrochée à une perche et des banderoles écrites en yiddish et en russe. Le pouvoir en place fait enlever, par la suite, cette étoile en disant aux juifs : « cet insigne fasciste » doit être enlevé et ne le remettent qu’à la fin des années 1980,,.

### Sources et bibliographie
- (ru) Cet article est partiellement ou en totalité issu de l’article de Wikipédia en russe intitulé « Климовичское гетто » (voir la liste des auteurs).
- Справочник о местах принудительного содержания гражданского населения на оккупированной территории Беларуси 1941-1944 (Étude sur les emplacements de détention sous la contrainte de population dans les zones occupées du Belarus).
- Leonid Smilovitski (ru) Смиловицкий, Леонид Львович|Л. Смиловицкий. Гетто Белоруссии — примеры геноцида (из книги «Катастрофа евреев в Белоруссии, 1941—1944 гг.» (Le Ghetto Belarus-exemple de génocide.)
- Национальный архив Республики Беларусь (НАРБ). — фонд 861, опись 1, дело 9, листы 469, 469а, 470[7] Archives nationales de la République du Belarus[7].
- (en) Jewish History and Literature: a Collection of Essays. Edited by Moshe S. Zhidovetsky. Vol. П, Part 2 (Rehovot, Israel, 1992), p. 869–876[1]
- РЕЭ|Климовичи.
- Смиловицкий, Леонид Львович|Л. Смиловицкий. «Катастрофа евреев в Белоруссии, 1941—1944 гг.», Тель-Авив, 2000 (La Shoah en Biélorussie de 1941 à 1944).
- Yitzhak AradИцхак Арад|Ицхак Арад. Уничтожение евреев СССР в годы немецкой оккупации (1941—1944). Сборник документов и материалов, Иерусалим, издательство Яд ва-Шем, 1991,  (ISBN 9653080105) (L'extermination des juifs en URSS pendant l'occupation allemande).
- Черноглазова Р. А., Хеер Х.заглавиеТрагедия евреев Белоруссии в 1941— 1944 гг.: сборник материалов и документов издание-Изд. 2-е, испр. и доп.-место Минск-издательство Э. С. Гальперин -год 1997 страницы 398,  (ISBN 985627902X), тираж=1000 (La tragédie des juifs en Belarus de 1941 à 1944).
- Винница Г. Р.: Холокост на оккупированной территории Восточной Беларуси (L'Holocauste dans les territoires occupés de l'est de la Biélorussie).